# 乌西耶尔
乌西耶尔（法語：Oussières，法語發音：[usjɛʁ]）是法国汝拉省的一个市镇，属于隆斯勒索涅区。

## 地理
乌西耶尔（46°54'27"N, 5°35'20"E）面积7.54 平方千米，位于法国勃艮第-弗朗什-孔泰大區汝拉省，该省份为法国东部内陆省份，北起上索恩省，西北接科多尔省，西临索恩-卢瓦尔省，南至安省，东与杜省和瑞士接壤。
与乌西耶尔接壤的市镇（或旧市镇、城区）包括：沃德雷、纳维莱、欧蒙、科洛讷、蒙苏沃德雷、维莱莱布瓦。

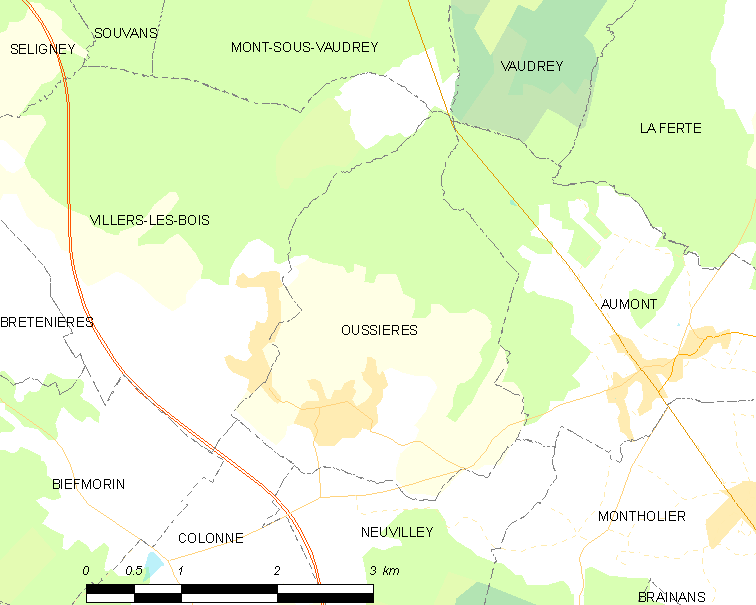
乌西耶尔的OSM定位图

乌西耶尔的时区为UTC+01:00、UTC+02:00（夏令时）。

## 行政
乌西耶尔的邮政编码为39800，INSEE市镇编码为39401。

## 政治
乌西耶尔所属的省级选区为布莱特朗县。

## 人口

1962-2008年间乌西耶尔人口变化图示

乌西耶尔于2022年1月1日时的人口数量为237人。